# U 46 (U-Boot, 1915)
U 46 war ein U-Boot welches im Rahmen eines Kriegsauftrags als MS-(Mobilmachungs)-Typ für die deutsche Kaiserliche Marine gebaut wurde. Danach war es für kurze Zeit als O 2 (jap. ○二潜水艦, maru ni sensuikan) in der Kaiserlich Japanischen Marine aktiv.

## Bau und Indienststellung
Das Boot war ein sogenanntes Zweihüllenboot, welches als Hochseeboot für die ozeanische Verwendung in einem Amtsentwurf konzipiert wurde. Der Auftrag zum Bau dieses U-Bootes wurde am 4. August 1914 an die Kaiserlichen Werft in Danzig erteilt. Der Stapellauf erfolgte am 18. Mai 1915. Die Indienststellung am 17. Dezember 1915 unter dem Kommando von Oberleutnant zur See Leo Hillebrand (* 1885), der seit 1905 in der Kaiserlichen Marine diente. Kurz vor dem Krieg hatte er zwei Jahre beim Ostasiengeschwader in Asien verbracht.

## Technik
Das U-Boot war 65 m lang, 6,2 m breit und hatte einen Tiefgang von 3,74 m sowie eine Verdrängung von 725 Tonnen über und 940 Tonnen unter Wasser. Die Besatzung bestand aus 36 Mann, wovon vier Offiziere waren. Die Maschinen für die Überwasserfahrt waren zwei Sechs-Zylinder-Viertakt Dieselmotoren S 6 V 41/42 von MAN mit zusammen 1.471 kW (2.000 PS). Zur Unterwasserfahrt kamen zwei SSW-Doppel-Modyn-Elektromotoren mit 880 kW (1.200 PS) zum Einsatz. Damit waren Geschwindigkeiten von 15,2 kn (über Wasser) bzw. 9,7 kn (unter Wasser) möglich. Der Aktionsradius betrug bis zu 11400 NM bei 8 kn Überwasserfahrt. Bei getauchter Fahrt mit 5 kn wurden 51 NM erreicht bei einer maximalen Tauchtiefe von 50 Meter. Die sechs mitgeführten Torpedos konnten über zwei Bug- und zwei Heckrohre verschossen werden, ebenso war ein 8,8-cm-Schnellfeuergeschütz eingebaut, welches später um ein weiteres Geschütz derselben Bauart ergänzt wurde. Ab 1916/17 wurden diese beiden Geschütze durch ein 10,5-cm-Schnellfeuergeschütz ersetzt.

## Einsätze und Verbleib
U 46 führte während des Ersten Weltkriegs elf, nach anderen Quellen 14, Feindfahrten im östlichen Nordatlantik und in der Barentssee durch. Dabei wurden insgesamt 51 Handelsschiffe der Entente und neutraler Staaten mit einer Gesamttonnage von 139.105 BRT versenkt.
Am 20. Mai 1917 versenkte U 46 die britische U-Boot-Falle Lady Patricia im Atlantik, wobei der Kommandant und der Leitende Ingenieur gefangen genommen wurden.
Das größte von U 46 versenkte Schiff war der Passagierdampfer Andania der Cunard Line mit 13.405 BRT. Das Schiff wurde am 27. Januar 1918 auf seiner Fahrt von Liverpool nach New York versenkt. Dabei starben sieben Besatzungsmitglieder.
Im Mai 1917 führe die Royal Navy angesichts der spektakulären Versenkungserfolge der deutschen U-Boote gegen Alleinfahrer das Konvoisystem ein, das vorher nur für Truppenschiffe und auf der Flandernroute bestand. Im Mai 1918 nahm U 46 zusammen mit einem Dutzend deutscher U-Boote am ersten geplanten Unterwasserangriff auf einen Konvoi teil, der die Wolfsrudeltaktik des Zweiten Weltkriegs vorwegnahm. Der Angriff im Gebiet der Westansteuerung war erfolglos.
Am 26. November 1918 wurde U 46 an das Japanische Kaiserreich ausgeliefert. Dort war es von 1920 bis April 1921 in der Kaiserlich Japanischen Marine aktiv – ähnlich wie U 55 (O 3) und U 125 (O 1). 1922 erfolgte der Abbruch des Bootes in Kure.

## Kommandanten
| Dienstgrad           | Name               | von               | bis               |
| -------------------- | ------------------ | ----------------- | ----------------- |
| Oberleutnant zur See | Leo Hillebrand     | 17. Dezember 1915 | 6. Dezember 1917  |
| Kapitänleutnant      | Alfred Saalwächter | 7. Dezember 1917  | 15. Januar 1918   |
| Kapitänleutnant      | Leo Hillebrand     | 16. Januar 1918   | 11. November 1918 |

### Versenkte Schiffe (Auswahl)
Die folgende Liste enthält Schiffe mit einer Tonnage von mehr als 1000 Bruttoregistertonnen.
1. Norwegischer Dampfer Sinsen (1.925 BRT) am 29. September 1916[16]
2. Britischer Dampfer Brantingham (2.617 BRT) am 4. Oktober 1916[17]
3. Lettischer Dampfer Erika (2.430 BRT) am 6. Oktober 1916[18]
4. Britischer Dampfer Astoria (4.262 BRT) am 9. Oktober 1916[19]
5. Britischer Dampfer Iolo (3.903 BRT) am 11. Oktober 1916[20]
6. Dänischer Transporter Chassie Maersk (1.387 BRT) am 16. Dezember 1916[21]
7. Japanischer Transporter Taki Maru (3.066 BRT) am 16. Dezember 1916[22]
8. Britischer Dampfer Bayhall (3.898 BRT) am 17. Dezember 1916[23]
9. Spanischer Dampfer Marques De Urquijo (2.567 BRT) am 23. Dezember 1916[24]
10. Britischer Dampfer Aislaby (2.692 BRT) am 17. Dezember 1916[25]
11. Britischer Dampfer Hindustan (3.692 BRT) am 21. März 1917[26]
12. Portugiesisches Segelschiff Argo (1.563 BRT) am 23. März 1917[27]
13. Französischer Transporter Montréal (3.342 BRT) am 24. März 1917[28]
14. US-amerikanischer Dampfer Aztec (3.727 BRT) am 1. April 1917[29]
15. Finnischer Dampfer Hesperus (2.231 BRT) am 3. April 1917[30]
16. Britischer Dampfer Benheather (4.741 BRT) am 5. April 1917[31]
17. Norwegisches Segelschiff Fiskaa (1.699 BRT) am 7. April 1917[32]
18. Norwegisches Dampfer Grosholm (1.847 BRT) am 15. Mai 1917[33]
19. Britischer Dampfer Lewisham (2.810 BRT) am 17. Mai 1917[34]
20. Britischer Dampfer Llandrindod (3.841 BRT) am 18. Mai 1917[35]
21. Britischer Dampfer Penhale (3.712 BRT) am 18. Mai 1917[36]
22. Japanischer Transporter Tansan Maru (2.415 BRT) am 22. Mai 1917[37]
23. Britischer Dampfer Jersey City (4.670 BRT) am 24. Mai 1917[38]
24. Britischer Dampfer Brumaire (2.324 BRT) am 24. Juli 1917[39]
25. Britischer Transporter Zermatt (3.767 BRT) am 24. Juli 1917[40]
26. Britischer Dampfer Peninsula (1.384 BRT) am 25. Juli 1917[41]
27. Britischer Dampfer Purley (4.509 BRT) am 25. Juli 1917[42]
28. Britischer Dampfer Begona No. 4 (2.407 BRT) am 27. Juli 1917[43]
29. Britischer Dampfer Shimosa (4.221 BRT) am 31. Juli 1917[44]
30. Britischer Dampfer Zillah (3.779 BRT) am 27. Juli 1917[45]
31. Britischer Dampfer Ilderton (3.125 BRT) am 24. Oktober 1917[46]
32. Britischer Dampfer Baron Balfour (3.991 BRT) am 28. Oktober 1917[47]
33. Russischer Dampfer Irina (2.210 BRT) am 4. November 1917[48]
34. Norwegischer Dampfer Obj (1.829 BRT) am 7. November 1917[49]
35. Britischer Dampfer Towneley (2.476 BRT) am 31. Januar 1918[50]
36. Britischer Dampfer Cavallo (2.286 BRT) am 1. Februar 1918[51]
37. Französischer Dampfer Lutèce (1.345 BRT) am 3. Februar 1918[52]
38. Britischer Dampfer Cresswell (2.829 BRT) am 5. Februar 1918[53]
39. Britischer Dampfer Crayford (1.209 BRT) am 5. Februar 1918[54]
40. Britischer Dampfer Tasman (5.023 BRT) am 16. September 1918[55]